# Бозул
Бозул (на френски: Bozouls) е населено място, селска комуна, във Франция в региона Юг-Пиренеи, в департамент Аверон. Намира се на път „Маркиз Жан Пиер“ (D20) на тридесет минути от Родез.
По данни от 2011 г. в общината са живели 2752 жители, а гъстотата на населението е 39,49 жители / км².
Селото е разположено около меандъра на малката река Дурду наречен Каньон на Бозул. Реката е изкопала във варовиковата скала пролом с форма на подкова с диаметър 400 m и дълбочина 100 m, на върха на който се намира част от селото.
Най-важните забележителности в Бозул са Каньон на Бозул и църквата „Света Фауста“.
- Каньонът на Бозул
- Църквата „Света Фауста“
- Изглед от селото

|  | Тази страница частично или изцяло представлява превод на страницата „Бозуль“ в Уикипедия на руски. Оригиналният текст, както и този превод, са защитени от Лиценза „Криейтив Комънс – Признание – Споделяне на споделеното“, а за съдържание, създадено преди юни 2009 година – от Лиценза за свободна документация на ГНУ. Прегледайте историята на редакциите на оригиналната страница, както и на преводната страница, за да видите списъка на съавторите. ВАЖНО: Този шаблон се отнася единствено до авторските права върху съдържанието на статията. Добавянето му не отменя изискването да се посочват конкретни източници на твърденията, които да бъдат благонадеждни. |